# Gerusalemme! Gerusalemme!
Gerusalemme! Gerusalemme!  è un saggio storico scritto da Dominique Lapierre e Larry Collins, pubblicato nel 1971. 

## Contenuto
Il saggio ripercorre la storia della nascita dello Stato di Israele, narrando la situazione geopolitica precedente alla guerra arabo-israeliana del 1948 sino alla nascita dei nuovi confini dello Stato ebraico.

## Edizioni
- Dominique Lapierre, Gerusalemme! Gerusalemme!, traduzione di Tito A. Spagnol, Arnoldo Mondadori Editore, 1972, ISBN 88-04-31067-7.

4 edizioni da parte della casa editrice Le Scie, 2 edizioni Oscar Mondadori, I edizione Bestsellers Oscar Mondadori nel marzo 1988 e la V ristampa Bestsellers Oscar Mondadori nel 1994.